# Juan Pardo Heeren
Juan Pardo Heeren (25 septembre 1910, Lima - 25 août 1967) est un homme politique péruvien.

## Biographie
Fils de José Pardo y Barreda, il est ministre de l'Économie de 1956 à 1958.

### Sources
- (es) Cet article est partiellement ou en totalité issu de l’article de Wikipédia en espagnol intitulé « Juan Pardo Heeren » (voir la liste des auteurs).